# Кордун, Андрей Андреевич
Андрей Андреевич Кордун (род. 7 декабря 1985 года, Москва) — российский футболист, нападающий.

## Карьера
Воспитанник спортшколы «Торпедо-ЗИЛ». Несколько лет выступал за молодежный состав «автозаводцев», позднее получивших название ФК «Москва». За основну команды провел две игры. Обе они пришлись на розыгрыш Кубка России. В 2005 году на правах аренды перешел в красноярский «Металлург». Вместе с клубом Кордун выиграл первенство ПФЛ в группе «Восток», а затем провел в нем один сезон в Первом дивизионе.
Зимой 2007 года у нападающего истек контракт с «Москвой» и он перебрался в «Динамо» Барнаул. Летом переехал в Белоруссию, где провел семь игр в Высшей лиге за «Сморгонь».

## Достижения
- Победитель зоны «Восток» второго дивизиона (2): 2005, 2007.